# مدرسة فرانكفورت
مدرسة فرانكفورت هي مدرسة للنظرية الاجتماعية والفلسفة النقدية مرتبطة بمعهد الأبحاث الاجتماعية في جامعة غوته في مدينة فرانكفورت. ضمّت مدرسة فرانكفورت التي تأسست في جمهورية فايمار (1918-1933) خلال فترة ما بين الحربين العالميتين (1918-1939) المفكرين والأكاديميين والمنشقين السياسيين غير المتفقين مع الأنظمة الاقتصادية-الاجتماعية المعاصرة (الرأسمالية، الفاشية، الشيوعية في ثلاثينيات القرن العشرين. اقترح مفكرو مدرسة فرانكفورت أن النظرية الاجتماعية غير كافية لتفسير الفصائلية السياسية والسياسات الرجعية التي تحدث في المجتمعات الليبرالية الرأسمالية في القرن العشرين. وفي نقدها للرأسمالية وللماركسية اللينينية كأنظمة تنظيم اجتماعي غير مرنة فلسفياً، أشارت أبحاث مدرسة فرانكفورت في النظرية النقدية إلى مسارات بديلة لتحقيق التنمية الاجتماعية للمجتمع وللأمة.
بُني منظور مدرسة فرانكفورت في البحث النقدي (القائم على النقد الذاتي وغير المحدد بأمد) على الأسس الفرويدية والماركسية والهيغلية للفلسفة المثالية. ولإكمال ما أغفلته ماركسية القرن التاسع عشر الكلاسيكية التي لم تعالج مشاكل القرن العشرين الاجتماعية، قام رواد المدرسة بتطبيق علم الاجتماع اللاوضعي لـ التحليل النفسي والفلسفة الوجودية. تم اقتباس أعمال المدرسة في العلوم الاجتماعية من توليفات من الأعمال وثيقة الصلة موضوعياً لـ إيمانويل كانط وجورج فيلهلم فريدريش هيغل وكارل ماركس وسيغموند فرويد وماكس فيبر وجورج سيمل وجورج لوكاش.
وكما فعل كارل ماركس، اهتم أعضاء مدرسة فرانكفورت بالحالات (السياسية والاقتصادية والمجتمعية) التي تسمح بالتغيير الاجتماعي الذي يتحقق عبر المؤسسات الاجتماعية العقلانية. استمد التشديد على المكون النقدي للنظرية الاجتماعية من تجاوز الحدود الايديولوجية للفلسفة الوضعية والمادية والحتمية، من خلال العودة إلى فلسفة كانط النقدية وخلفائه في المثالية الألمانية - بشكل أساسي فلسفة هيغل التي شددت على الديالكتيك والتناقض كخصائص فكرية متأصلة في إدراك الإنسان للواقع المادي. 
ومنذ ستينيات القرن العشرين، قام يورغن هابرماس بتوجيه أبحاث النظرية النقدية لمعهد البحث الاجتماعي في مجالات العقلانية التواصلية واللسانيات والذاتية-المشتركة اللغوية والنهج الفلسفي للحداثة. على الرغم من ذلك، قام الباحثان الاجتماعيان ريموند غويس ونيكولاس كومبريديس بمعارضة اقتراحات هابرماس، زاعمين أنه قام بتقويض أهداف التغيير الاجتماعي الأصلية لمشاكل النظرية النقدية مثل: ما تعريف العقلانية؟ وتحليل وتوسعة الظروف الضرورية لتحقيق التحرر الاجتماعي وكذلك الانتقادات الموجهة صوب الرأسمالية المعاصرة.

## التاريخ

### معهد الأبحاث الاجتماعية
المقال الرئيسي: معهد الأبحاث الاجتماعية في جامعة فرانكفورت
يصف مصطلح مدرسة فرانكفورت بشكل غير رسمي الأعمال البحثية الأكاديمية والمفكرين الذين شكلوا معهد البحوث الاجتماعية (Institut für Sozialforschung)، وهي مؤسسة ملحقة بجامعة غوته في فرانكفورت تأسست عام 1923 من قبل الماركسي كارل غرونبرغ، أستاذ القانون في جامعة فيينا. ولذلك، كانت مدرسة فرانكفورت أول مركز بحثي ماركسي في جامعة ألمانية، وقد تأسست بدعم سخي من الطالب الثري فيلكس ڤيل (1898-1975).
تناول ڤيل في أطروحته للدكتوراه المشاكل العملية لتطبيق الاشتراكية. وفي عام 1922، قام بتنظيم أسبوع العمل الماركسي الأول (Erste Marxistische Arbeitswoche) في محاولة لدمج التيارات الماركسية المختلفة في فلسفة واحدة عملية ومتماسكة. ضمت الندوة الأولى كل من جورج لوكاش وكارل كورش وكارل أوغست فيتفوجل وفريدريش بولوك. حثّ نجاح أسبوع العمل الماركسي الأول على تأسيس معهد دائم للأبحاث الاجتماعية، فقام ڤيل بالتفاوض مع وزير التعليم لتعيين أستاذ جامعي مديرًا لمعهد الأبحاث الاجتماعية، ما يعني ضمانة رسمية بأن تكون مدرسة فرانكفورت مؤسسة جامعية.
شارك كل من كورش ولوكاش في أسبوع العمل الذي تضمن دراسة الماركسية والفلسفة (1923) لكارل كورش، لكن عضويتهم في الحزب الشيوعي حالت دون مشاركتهم مشاركة فعّالة في معهد الأبحاث الاجتماعية (مدرسة فرانكفورت). ومع ذلك، شارك كورش في مشاريع المدرسة في النشر. علاوة على ذلك، أظهر الصواب السياسي الذي أجبر به الشيوعيون لوكاش على التبرؤ من كتابه التاريخ والوعي الطبقي (1923) إلى أن الاستقلال السياسي والايديولوجي والفكري عن الحزب الشيوعي كان شرط عمل ضروري لتحقيق الإنتاج المعرفي.
ارتبط التقليد الفلسفي في مدرسة فرانكفورت - الإدماج المتعدد التخصصات للعلوم الاجتماعية - بالفيلسوف ماكس هوركهايمر الذي أصبح مدير المعهد عام 1930، وقام بتجنيد مفكرين مثل تيودور أدورنو (فيلسوف، عالم اجتماع، عالم موسيقى) وإريك فروم (محلل نفسي) وهربرت ماركوزه (فيلسوف).

### فترة ما بين الحربين العالميتين في أوروبا (1918-1939)
أثر الاضطراب السياسي المستمر في جمهورية فايمار (1918-1933) خلال فترة ما بين الحربين العالميتين (1918-1933) على نمو فلسفة مدرسة فرانكفورت للنظرية النقدية. تأثر الباحثون بشكل خاص بالثورة الألمانية الشيوعية الفاشلة عام 1918-1919 (التي تنبأ بها ماركس) وبصعود النازية (1933-1945)، وهي نسخة ألمانية من الفاشية. ولتفسير ظهور مثل هذه السياسات الرجعية، قام باحثو المدرسة بتطبيق مختارات نقدية من الفلسفة الماركسية لتأويل وإضاءة وتفسير أصول ودوافع الاقتصادات الاجتماعية الرجعية في أوروبا القرن العشرين (نوع اقتصاد سياسي لم يعرفه ماركس في القرن التاسع عشر). تواصل نمو المدرسة الفكري في الثلاثينيات مع نشر كل من المخطوطات الاقتصادية والفلسفية لعام 1844 (1932) والإيديولوجيا الألمانية (1932) اللذان أظهر فيهما كارل ماركس استمرارية منطقية مع الهيغلية كأساس للفلسفة الماركسية.
عندما بدأ تحول التهديد النازي المعادي للفكر إلى عنف سياسي، قرر المؤسسون نقل معهد الأبحاث الاجتماعية خارج ألمانيا النازية (1933-1945). وبعد فترة بسيطة من صعود هتلر إلى السلطة عام 1933، انتقل المعهد اولاً من فرانكفورت إلى جنيف، ومن ثم إلى مدينة نيويورك عام 1935، حيث انضمت مدرسة فرانكفورت إلى جامعة كولومبيا، وتم تغيير اسم الدورية الصادرة عن المدرسة من «مجلة البحث الاجتماعي» إلى «دراسات في الفلسفة والعلوم الاجتماعية». ومنذ ذلك الوقت، بدأت الفترة الهامة للمدرسة في العمل على النظرية النقدية الماركسية، ونال المنهج البحثي والاستقصائي القبول الأكاديمي في الولايات المتحدة والمملكة المتحدة. بحلول الخمسينيات من القرن العشرين، قادت مسارات البحث كل من هوركهايمر وأدورنو وبولوك للعودة إلى ألمانيا الغربية، بينما بقي كل من ماركوزه ولوفنتال وكيركهايمر في الولايات المتحدة. في عام 1953، تمت بشكل رسمي إعادة تأسيس معهد العلوم الاجتماعية (مدرسة فرانكفورت) في مدينة فرانكفورت في ألمانيا الغربية.

### المنظّرين
انظر أيضًا: قائمة المنظرين النقديين
يشير مصطلح مدرسة فرانكفورت عادة إلى المفكرين ماكس هوركهايمر وتيودور أدورنو وهربرت ماركوزه، وليو لوفنتال وكيركهايمر. على الرغم من كون يورغن هابرماس من دائرة مدرسة فرانكفورت الداخلية، إلا إنه كان أول من افترق عن برنامج هوركهايمر البحثي وشكل بداية جيل جديد من المنظرين النقديين.
تألفت مدرسة فرانكفورت من:
- ماكس هوركهايمر
- تيودر أدورنو
- هربرت ماركوزه
- فريدريش بولوك
- إريك فروم
- أوتو كيركهايمر
- ليو لوفنتال
- فرانز ليوبولد نيومان
- هنريك غروسمان [13]

شركاء معهد فرانكفورت:
- سيغفريد كريكور
- ألفريد سون-ريثل
- والتر بنيامين
- إرنست بلوخ

المنظرون النقديون في مدرسة فرانكفورت:
- يورغن هابرماس
- كلاوس أوف
- أكسل هونيت
- أوسكار نيكت
- ألفريد شميدت
- ألبريخت فيلمر

## النظرية النقدية
تُفهم أعمال مدرسة فرانكفورت في سياق الأهداف الفكرية والعملية للنظرية النقدية. في النظرية التقليدية والنظرية النقدية (1937)، قام ماكس هوركهايمر بتعريف النظرية النقدية على أنها نقد اجتماعي يهدف إلى إحداث تغيير اجتماعي وتحقيق التحرر الفكري من خلال التنوير غير الجامد في افتراضاته. إن الغرض من النظرية النقدية هو تحليل المغزى الحقيقي لتفاهمات الحُكْم (الإيديولوجيا السائدة) المتولدة في المجتمع البرجوازي، من خلال إظهار أن الأيديولوجية المهيمنة تقوم بتشويه فهم كيفية تكون العلاقات الإنسانية في العالم الحقيقي، وكيف تعمل هذه التحريفات الخاطئة في سبيل تبرير وشرعنة هيمنة الرأسمالية على الناس.
في التطبيق العملي للهيمنة الثقافية، الأيديولوجيا الحاكمة هي قصة تسردها الطبقة الحاكمة، تبين فيها أن ما يحدث في المجتمع هو أمر طبيعي. ومع ذلك، تخفي تلك القصة المروية عبر تفاهمات الطبقة الحاكمة بقدر ما تظهر عن المجتمع، وبالتالي، كانت وظيفة مدرسة فرانكفورت هي التحليل والتفسير الاجتماعي لمجالات العلاقات الاجتماعية التي لم يناقشها ماركس في القرن التاسع عشر - وبخاصّة جوانب البنية التحتية والفوقية في المجتمع الرأسمالي.

عارض هوركهايمر وضع النظرية النقدية كَضِدٍّ للنظرية التقليدية، حيث تطبّق كلمة نظرية بالمعنى الوضعي للعلموية، بمعنى أسلوب رصد بحت يؤسس قوانين علمية (تعميمات) عن العالم الحقيقي. ذلك أن العلوم الاجتماعية تختلف عن العلوم الطبيعية بقدر ما تكون التعميمات العلمية غير مستمدة من التجربة بسهولة، لأن فهم الباحث للتجربة الاجتماعية يتشكل دائمًا من الأفكار الموجودة بالفعل في ذهن الباحث. ما لا يفهمه الباحث أو الباحثة هو تواجدهم في سياق تاريخي تّشَكِّل فيه الإيديولوجيا الفكر الإنساني، وبالتالي، ستوافق نتائج اختبار النظرية أفكار الباحث بدلاً أن توافق واقع التجربة الصحيح. كتب هوركهايمر في النظرية التقليدية والنظرية النقدية (1937):
الحقائق التي تقدمها لنا حواسنا تؤدى لنا اجتماعياً بطريقتين: من خلال الصفة التاريخية للشيء المُلاحَظْ ومن خلال الصفة التاريخية للعضو المُلاحِظْ. كلاهما ليس طبيعياً ببساطة: بل يشكلهما النشاط الإنساني، ومع ذلك، يرى الفرد نفسه كمتلقٍ وسلبي في عملية الإدراك.
بالنسبة إلى هوركهايمر، لا يجب أن تقوم مناهج التحري المطبقة على العلوم الاجتماعية أن تقوم بتقليد المناهج العلمية المطبقة على العلوم الطبيعية. ومن هذا المنطلق، فشلت النهج النظرية للوضعية والبراغماتية والكانطية الجديدة والفينومينولوجيا في تجاوز القيود الايديولوجية التي قيدت تطبيقها على العلوم الاجتماعية، لأن التحيّز الرياضي-المنطقي الذي يفصل النظرية عن الحياة الحقيقية، أي أن نهج الاستقصاء تسعى إلى منطق يكون صحيحاً دائماً ومستقل عن ودون اعتبار لاستمرار النشاط الإنساني في المجال الموضوع قيد الدراسة. كانت الاستجابة المناسبة لهذه المعضلة هي تطوير نظرية نقدية للماركسية.
لأن طبيعة المشكلة كانت معرفية، قال هوركهايمر أنه«علينا ألا نعيد النظر في العالِم فقط، بل في الشخص العارف أيضاً بشكل عام.»  وعلى عكس الماركسية الأرثوذكسية التي تُطَبِّقُ قالباً جاهزاً في النقد والعمل، فإن النظرية النقدية هي نقد ذاتي لا يطالب بحقيقة مطلقة كلية الطابع. وعلى هذا النحو، لا تمنح النظرية النقدية أولوية للمادّة (المادية) أو للوعي (الإيديولوجيا)، لأن كل نظرية للمعرفة تشوه الواقع الموضوع تحت الدراسة لصالح مجموعة صغيرة. من الناحية العملية، تقع النظرية النقدية خارج القيود الفلسفية للنظرية التقليدية، لكن ومع ذلك، في كونها طريقة تفكير واستعادة للمعرفة الذاتية الإنسانية، تستمد النظرية النقدية نهجها ومواردها الاستقصائية من الماركسية.
حاول المعهد أيضاً إعادة صياغة الديالكتيك كمنهج ملموس. يمكن تتبع تاريخ استخدام المنهج الديالكتيكي إلى فلسفة هيغل، الذي تصوّر الديالكتيك على أنه نزعة المفهوم للمرور عبر نقيضه كنتيجة للصراع بين جوانبه المتأصلة المتناقضة. وفي تعارض مع أنماط تفكير سابقة رأت الأمور بشكلٍ مُجرّدٍ، كل منها بمفردها كما لو حبيت بخصائص ثابتة، للديلاكتيك الهيغلي القدرة على النظر في الأفكار وفقاً لحركتها وتغيرها في الزمن، وكذلك وفق تفاعلها وعلاقاتها المتداخلة.
يسير التاريخ وفقاً لهيغل ويتطور بطريقة ديالكتيكية: يجسّّد الحاضر التوليف العقلاني (بالألمانية: Aufheben، بالإنجليزية: Sublation أو Synthesis) للتناقضات السابقة. وفقاً إلى ذلك، يمكن النظر للتاريخ كعملية مفهومة (يشير إليها هيغل بمصطلح روح العالم، بالألمانية: Weltgeist)، أي الحركة باتجاه حالة محدّدة: الإدراك العقلاني للحرية الإنسانية. مع ذلك، لم يولي هيغل اهتماماً بالاعتبارات المتعلقة بالمستقبل ، لأنه ليس بإمكان الفلسفة أن تؤدي دوراً إرشادياً نحوه، لأنها (الفلسفة) تفهم الأمر بعد وقوعه. وهكذا، تكون دراسة التاريخ محدودة بوصف وقائع الماضي والحاضر. لذا بالنسبة إلى هيغل وورثته، يقود الديالكتيك حتماً إلى قبول الوضع الراهن. وبالفعل، كانت فلسفة هيغل بلعب بمثابة مبرر للاهوت المسيحي والدولة البروسية.
كان هذا موضع انتقاد شديد من قبل ماركس وجماعة الهيغليين الشباب، الذين جادلوا بأن هيغل تمادى كثيراً في تعريف مفهومه المجرد "للعقل المطلق" وفشل في ملاحظة "الحقيقي" - أي الظروف المعيشية غير المرغوبة واللاعقلانية للطبقة العاملة. قدم ماركس نظريته الخاصة في المادية الجدلية بقيامه بقلب جدلية هيغل المثالية رأساً على عقل، وجادل: " لا يقرر وعي البشر كينونتهم، بل وعلى العكس، تقوم كينونتهم الاجتماعية بتحديد وعيهم." تتبع نظرية ماركس تصوراً مادياً للتاريخ والمكان، حيث يُنظر إلى تطور القوى المنتجة على أنها القوة الدافعة الأولية للتغيير التاريخي، وطبقاً لذلك فإن التناقضات الاجتماعية والمادية المتأصلة في الرأسمالية تؤدي حتماً إلى إلغائها - وبالتالي استبدال الرأسمالية بشكل عقلاني آخر للمجتمع: الشيوعية.
وهكذا اعتمد ماركس بشكل مكثف على شكل من أشكال التحليل الجدلي. هذا المنهج - في معرفة الحقيقة من خلال الكشف عن التناقضات الكامنة في الأفكار السائدة حالياً، وبالتالي، وفي العلاقات الاجتماعية التي ترتبط بها، تقوم بكشف الصراع الأساسي بين القوى المتعارضة. بالنسبة لماركس، لا يمكن للأفراد تحرير أنفسهم والقيام بتغيير النظام الاجتماعي القائم إلا بعد الوعي بالديالكتيك (أي الوعي الطبقي) لهذه القوى المتعارضة في صراعها على السلطة.
من ناحيتهم، سرعان ما أدرك منظّرو مدرسة فرانكفورت أنه لا يمكن تبني نهج جدلي إلا إذا كان من الممكن تطبيقه على نفسه، أي، إذا قاموا بتبني نهج يصحح ذاته بذاته - نهج جدلية يمكنهم من تصحيح التفسيرات الجدلية السابقة الخاطئة. وبناء على لذلك، رفضت النظرية النقدية كلاً من التاريخانية والمادية في الماركسية التقليدية. وبالفعل، لم يعد منظري مدرسة فرانكفورت ينظرون إلى التوترات المادية والصراعات الطبقية التي تحدث عنها ماركس على أنها تملك نفس الإمكانيات الثورية داخل المجتمعات الغربية المعاصرة، وهي ملاحظة أشارت إلى أن تفسيرات ماركس وتنبؤاته الديالكتيكية كانت إما غير مكتملة أو حتى غير صحيحة.
خلافاً للممارسة في الماركسية التقليدية الذي يسعى فقط إلى تطبيق فكرة عن "الشيوعية" غير قابلة للتغيير، رأى المنظرون النقديون أن الممارسة والنظرية في اتباعهما المنهج الديالكتيكي يجب عليهما أن يكونا متداخلين وأن يقوما بالتأثير في بعضهما البعض. عندما صرّح ماركس على نحو شهير في أطروحات حول فيورباخ بأن "الفلاسفة قاموا بتفسير العالم بطرق مختلفة، لكن الفكرة هي في تغييره"، كانت فكرته الحقيقية هي أن شرعية الفلسفة الوحيدة هي في كيفية افادتها للممارسة. سيقوم منظرو مدرسة فرانكفورت بتصحيح هذا بالجدال بأنه عندما تفشل الممارسة، عندها يجب أن تتم مراجعة النظرية التي قامت بتوجيهها. باختصار، يجب أن يعطى الفكر الفلسفي الاشتراكي القدرة على نقد نفسه و"التغلب" على أخطاءه الخاصة. في حين يجب على النظرية أن تفيد الممارسة، على الممارسة أيضاً أن تعطى فرصة لإفادة النظرية.
التأثيرات والأعمال المبكرّة
| السياق التاريخي   | الانتقال من الرأسمالية الصغيرة إلى الرأسمالية الضخمة والإمبريالية؛ الحركة العمالية الاشتراكية تنضج لتصبح حركة إصلاح وتشجع على ظهور دولة الرفاهية؛ الثورة الروسية (1917) وصعود الشيوعية؛ فترة الـ neotechnic؛ ظهور وسائل الاتصال الجماهيري والثقافة الشعبية الجماهيرية؛ الفن الحديث؛ وصعود النازية. |
| نظرية فيبر        | التاريخ المقارن للعقلانية الغربية في الرأسمالية، الدولة الحديثة، العقلانية العلمية العلمانية، الثقافة والدين، تحليل أشكال الهيمنة الهرمية والسيطرة البيروقراطية العقلانية-القانونية الحديثة؛ صياغة المنهج التأويلي في العلوم الاجتماعية.                                                           |
| النظرية الفرويدية | نقد القمع النفسي في مبدأ الواقع الحضاري المتقدم، وعصاب الحياة اليومية؛ اكتشاف العقل اللاواعي، التفكير عبر العملية الأولية، للتأثير النفسي للقلق الناتج عن عقدة أوديب على الصحة والحياة العقلية للإنسان، تحليلات القواعد النفسية للسلوكيات غير العقلانية للاستبداد.                                 |
| السلبية           | نقد الفلسفة الوضعية كفلسفة وكطريقة علمية وكأيديولوجية سياسية وكإمتثال؛ إعادة تأهيل الديالكتيك السلبي، العودة إلى هيغل؛ الاستيلاء على العناصر الحاسمة من علم الظواهر، التاريخانية، الوجودية، انتقاد الاتجاهات المثالية غير التاريخية للنظرية الوضعية؛ نقد الوضعانية المنطقية والبراغماتية.          |
| الحداثة الجمالية  | نقد التجربة الكاذبة وتجربة التَشيُّؤ عن طريق تحطيم القوالب المعتادة واللغة التقليدية؛ ابراز أساليب بديلة من الوجود والخبرة؛ تحرير اللاوعي، الوعي بالوضع الفريد والحديث؛ الاستيلاء الثقافي على الآليات الأدبية لفرانز كافكا ومارسيل بروست وأرنولد شوينبرغ وأندريه بريتون؛ نقد صناعة الثقافة.           |
| النظرية الماركسية | نقد الأيديولوجية البرجوازية؛ نقد نظرية ماركس في الاغتراب (Entfremdung\|Alienation)؛ المادية التاريخية، التاريخ كنضال طبقي ومعدل الاستغلال في أنماط الإنتاج المختلفة؛ تحليل نظم الرأسمالية على أساس كونها استخراجاً لفائض العمل؛ نظرية الأزمة المالية، الاشتراكية الديمقراطية، المجتمع الطبقي.       |
| نظرية الثقافة     | نقد الثقافة الشعبية كقمع وامتصاص للنفي الفردي، وكدمج للشخص الفرد في الوضع القائم؛ نقد الثقافة الغربية كثقافة سيطرة اجتماعية؛ التفريق الديالكتيكي بين الجوانب التحررية والجوانب القمعية لثقافة النخبة؛ نقد كيركغور للعصر الحالي، مفهوم إعادة تقييم كل القيم عند نيتشه، والتربية الجمالية عند شيلر.  |

## المرحلة الثالثة: إعادة التركيز
بانتهاء الحرب العالمية الثانية تولد مسعي سياسي أكاديمي الي إعادة الحياة في الفكر السابق للنازية وفي هذا السياق تم الاتصال
بهوركهايمر للعودة الي فرانكفورت وإعادة فتح المقر الاصلي للمعهد خاصة بعد بروز عديد الأسماء التي تحولت الي مراجع في عالم الفلسفة.
وافق هوركهايمر في اطار صفقة يتم بموجبها توفير تمويل حكومي للمعهد وربطه بجامعة فرانكفورت وحث باقي الأعضاء للعودة للمعهد وفي
المقابل يتخلى المعهد عن خطه الثوري الراديكالي. تم إعادة فتح المعهد في فراكفورت والتحق به طلبة من بينهم هابرماس كباحث. وفعلا
عمد هوركهايمر الي إلغاء الخط الثوري للمعهد واخفاء كل المنشورات السابقة ووجه البحث الي دراسة ظواهر اجتماعية ذات صلة بمنزلة
الإنسان في المجتمع المعاصر ذي التركيبة الراسمالية. لكن الخط الأكاديمي هذا سرعان ما تحول إلى دراسة رواسب النازية في الفكر والمجتمع
الألماني وكيفية التصدي لها وأصبح رهان المعهد هو رصد هذه النازية الثاوية في فكر الاكادميين والطلبة الالمان ومحاربتها وهو الخط الذي
شارك فيه هابرماس كباحث ولكن سرعان ما تخلى عنه وتصادم مع هوركهايمر بسبب تخلي هذا الأخير عن مشروع الثورة ولكنه ظل مع ذلك مساعدا
لادرنو ومشاركا في تفكيك آليات الاغتراب والاستيلاب في ظل الراسمالية المنفلة والمجتمع الاستهلاكي الذي ترعاه.
هذه المرحلة الثالثة فقط يصح تسميتها بمدرسة فراكفورت وهو الاسم الذي أطلقه عليها خصومها ولكن سرعان ما تبناه اردنو بفخر
رغم انه لم يكن يروق لهوركهايمر.
مدرسة فرانكفورت هي حركة فلسفية نشأت بمدينة فرانكفورت سنة 1923. بدأت الحركة في معهد الأبحاث الاجتماعية بالمدينة. وجمعت فلاسفة مثل ماكس هوركهايمر، والتر بنجامين، وهيربرت ماركوز، ويورغن هابرماس وهو الممثّل الأكثر شهرة للجيل الثاني للمدرسة. قد هاجرت الحركة إلى جنيف سنة 1933 مع وصول هتلر للحكم في ألمانيا، ثمّ إلى الولايات المتّحدة أثناء الحرب، قبل أن تعود مجددًا إلى ألمانيا في بداية الخمسينيات.
ارتبط اسم مدرسة فرانكفورت بالنظرية النقدية في معناها الفلسفي والذي ينبغي تمييزه بدقة عن الدلالة الرائجة في النقد الأدبي. وينبغي التوضيح ان مدرسة فراكفورت متمايزة عن النظرية التقدية لكون الأولي هي حالة خاصة من النظرية النقدية ولكون هذه الأخيرة لا تقتصر علي مدرسة فراكفورت.